# Henri L. Le Roy

Henri L. Le Roy (ca. 1980)

Henri Louis Le Roy (* 5. Juni 1926 in Bern; Bürger von Delsberg, Kt. Jura; † 14. Mai 2015 in Zürich) war ein Schweizer Biometriker und Populationsgenetiker an der Eidgenössischen Technischen Hochschule in Zürich.

## Leben und Wirken
Henri Le Roy wurde 1926 in Bern geboren und war Bürger der Stadt Delsberg im Kanton Jura. Er verbrachte seine Jugendjahre in Bern, erlernte zwischen 1941 und 1946 den Beruf eines Landwirts und absolvierte dazu die Jahresschule in Zollikofen-Rütti. 1947–1951 studierte er an der Abteilung Landwirtschaft der Eidgenössischen Technischen Hochschule (ETH) in Zürich und schloss hier als Dipl.-Ing. agr. ab. Es folgte eine Tätigkeit als Assistent am Institut für Tierzucht der ETH (bei Prof. Hans Lörtscher), unterbrochen durch Forschungsaufenthalte zur modernen Populationsgenetik und Biometrie in den USA (am Iowa State College) und Großbritannien. 1955 promovierte Le Roy mit Auszeichnung  an der ETH als Dr. sc. techn. agr. Bereits zwei Jahre später habilitierte er sich hier, wurde am 1. April 1959 außerordentlicher Professor, 1961 Leiter des Laboratoriums für Biometrik und Populationsgenetik und 1967 ordentlicher Professor für die genannten Fächer. 1993 trat er in den Ruhestand.

## Ehrenämter
- 1975–1978 Vizepräsident, danach Präsident der Internationalen Biometrischen Gesellschaft (IBS)
- Präsident des Schweizerischen Verbandes der Ingenieur-Agronomen und Lebensmitteltechnologen (SVIAL)

## Würdigung
Henri Le Roy hat Biometrie und Populationsgenetik zu einem wesentlichen Bestandteil in der Ausbildung von Studenten der Landwirtschaft entwickelt. Dazu verfasste er mehrere gut verständliche Standardwerke, trug so zur wissenschaftlichen Verbreitung dieser damals neuen Fachgebiete bei und bereitete die Einführung der mathematischen Programme unter Anwendung der Elektronischen Datenverarbeitung mit vor.
Der Schweizerische Verband der Ingenieur-Agronomen und Lebensmitteltechnologen (SVIAL) erhob seinen langjährigen Präsidenten zum Ehrenmitglied.

## Hauptwerk (Auswahl)
- Der Selektionsindex, ein Hilfsmittel für die künstliche Selektion. Diss. der Techn. Wissenschaften an der Eidgenöss. Technischen Hochschule Zürich, 1955, 151 S.
- Die Abstammungsbewertung. Hab.-Schr. Nr. 29 ETH Zürich. In: Zeitschr. für Tierzüchtung und Züchtungsbiologie, Band 71, H. 4, 1958, S. 328–378.
- Statistische Methoden der Populationsgenetik – ein Grundriss für Genetiker, Agronomen und Biomathematiker. Basel 1960, 397 S.
- Grundlagen und Anwendungsmöglichkeiten der Methode der Pfadkoeffizienten. Berlin 1959, S. 30–43.
- Verschiedene Publikationen aus dem Gebiet der Tierzucht. 195 S.
- Populationsgenetische Elemente der Zuchtplanung. Zürich 1965, 119 S.
- Elemente der Tierzucht: Genetik, Mathematik, Populationsgenetik. München 1966, 364 S.
- ABC der Populationsgenetik. Hannover 1967, 127 S.
- Prinzipien der linearen Algebra – eine anwendungsorientierte Einführung für Naturwissenschaftler und Nichtmathematiker. Bern/Stuttgart 1980, 328 S.